# Botas de gravedad

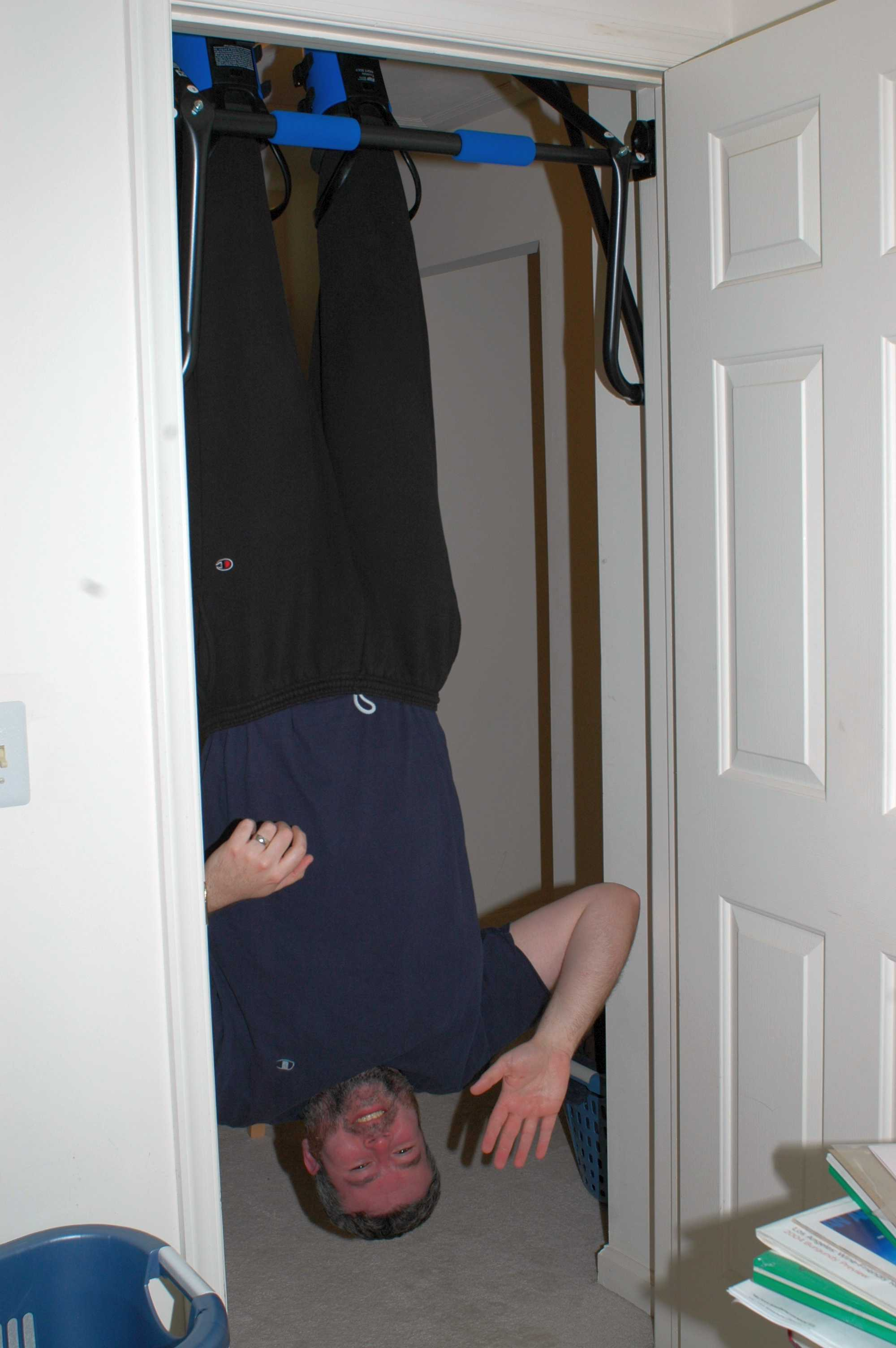
Botas de gravedad y usuario

Las botas de gravedad o botas de inversión son apoyos para el tobillo, diseñados para permitir a una persona colgarse al revés. Gracias a la exposición en los dramas de televisión y películas en la década de 1980, las botas de gravedad se convirtieron en una herramienta de entrenamiento común en los hogares Estados Unidos.
Hoy en día, las botas de gravedad se utilizan por el Ejército de los EE. UU. y han experimentado un aumento de la popularidad en 2006 debido a la alabanza que les dedicó el autor de El Código Da Vinci, Dan Brown.
Los supuestos beneficios de botas de gravedad van desde el alivio del dolor de espalda, ciáticas, hernias de disco y dolores de cabeza, al aumento del flujo de oxígeno al cerebro. Algunas personas usan botas de gravedad para agregar un desafío adicional a los entrenamientos, haciendo abdominales invertidos o sentadillas, mientras que otros como Uri Geller las utilizan para aumentar el flujo sanguíneo al cerebro, en la creencia de que facilita el pensamiento.
Varias compañías fabrican ya botas de gravedad para el mercado, bajo diversos nombres comerciales, como es el caso de Teeter Hang Ups, una compañía que ha estado haciendo las tablas de inversión y otros equipos de la inversión desde 1981.